# Chthonius macedonicus
Chthonius macedonicus är en spindeldjursart som beskrevs av Bozidar P.M. Curcic 1972. Chthonius macedonicus ingår i släktet Chthonius och familjen käkklokrypare. Inga underarter finns listade i Catalogue of Life.